# Kajmany na Mistrzostwach Świata w Lekkoatletyce 2009
Kajmany na Mistrzostwach Świata w Lekkoatletyce 2009 reprezentowane były przez 2 zawodników – 1 mężczyznę i 1 kobietę.

## Występy reprezentantów Komorów

### Mężczyźni
| Konkurencja   | Zawodnik    | Eliminacje | Eliminacje | Ćwierćfinał   | Ćwierćfinał   | Półfinał      | Półfinał      | Finał         | Finał         |
| Konkurencja   | Zawodnik    | Wynik      | Poz.       | Wynik         | Poz.          | Wynik         | Poz.          | Wynik         | Poz.          |
| ------------- | ----------- | ---------- | ---------- | ------------- | ------------- | ------------- | ------------- | ------------- | ------------- |
| Bieg na 100 m | Kemar Hyman | 10,59      | 59.        | Nie awansował | Nie awansował | Nie awansował | Nie awansował | Nie awansował | Nie awansował |

### Kobiety
| Bieg na 200 m | Cydonie Mothersill | 22,69 | 2. | 22,80 | 10. | Nie awansowała | Nie awansowała | Nie awansowała | Nie awansowała | Nie awansowała | Nie awansowała |